# Господство Гемен
Господството Гемен (на немски: Herrschaft Gemen, Gehmen) е от 1700 г. малка територия от Свещената Римска империя в западен Мюнстерланд, Вестфалия, в Северен Рейн-Вестфалия, Германия. Първо е собственост на господарите на Гемен.

## История
Първоначално в Гемен се намира кралско имение, което кралица Матилде през 10 век преписва на манастир Нордхаузен.
От 1092 г. са доказани господарите на Гемен. Те резидират в замък Гемен. През ок. 1250 г. те дават замъка за ползване на херцога на Клеве. Благородническите господари са известно време също фогтове на манастир Фреден.
При Хайнрих III от 1370 г. започва изграждането на господството. Внукът му Хайнрих IV получава чрез женитба господството Вевелингхофен, което неговата дъщеря-наследничка Катарина занася чрез женитбата си на граф Ебервин II фон Бентхайм цу Щайнфурт († 1498). С него измира родът на господарите на Гемен.
Гемен отива през 1492 г. чрез брака на Йохан IV фон Шаумбург († 1527) с Кордула фон Гемен († 1528), дъщеря-наследничка на Хайнрих IV, на графовете на Шаумбург и Холщайн-Пинеберг. През 1560 г. господството Гемен става протестантско.
Когато Йобст Херман фон Шаумбург умира неженен през 1635 г., започва наследствен конфликт между фамилиите Холщайн-Шаумбург (граф Ото V, † 1640) и Лимбург-Щирум за господството Гемен, понеже през 1591 г. графиня Мария, дъщеря на Ото IV фон Холщайн-Шаумбург и братовчедка на Хайнрих V фон Холщайн-Шаумбург-Гемен, която е омъжена за граф Йобст фон Лимбург-Щирум. Тогава печели Агнес фон Лимбург-Щирум, абатисата на манастирите Елтен, Фреден, Боргхорст и Фрекенхорст, дъщеря на Херман Георг фон Лимбург. Нейната фамилия задържа два века господството Гемен. Малко по-късно Агнес дава наследството си на нейния племенник, Херман Ото I фон Лимбург-Щирум. Неговият втори син, Адолф Ернст, поема наследството в Гемен през 1644 г. Чрез женитбата му с Изабела, дъщеря на фелд-маршал граф Александер II фон Велен, той резидира в Гемен и безуспешно прави опит да въведе отново католицизма.
Следващите графове са Херман Ото II фон Лимбург-Щирум и син му Ото Ернст Леополд фон Лимбург-Щирум, който 1733 г. получава господство Резфелд.
Господството Гемен се състои от замъка със същото име и селището (днес част от град Боркен) също две сески селища. През 1784 г. е голямо само 0,5 квадрат метра.

## Списък на господарите фон Гемен

### Господари фон Гемен (1455 – 1492)
- 1455 – 1458: Йохан III фон Гемен (получава Гемен през 1455) и Хайнрих IV фон Гемен
- 1458 – 1467: Хайнрих IV фон Гемен (* ok. 1420, † 1492), дава Гемен през 1467 г. на племенника си Хайнрих IV фон Насау-Байлщайн като подарък в случай, че умре.

- 1467 – 1492 Хайнрих IV фон Насау-Байлщайн. Със смъртта на Хайнрих родът на господарите на Гемен измира по мъжка линия. Наследници са дъщерите му Катарина и Кордула. Катарина се омъжва 1458 г. за Арнолд фон Бентхайм-Щайнфурт, а Кордула се омъжва I. през 1457 г. за Госвин фон Щеке, наследствен маршал на херцога фон Клеве, II. 1476 г. за граф Йохан IV фон Холщайн-Шаумбург и Щернберг. Така господството Гемен става собственост на фамилията Холщайн-Шаумбург.

### Дом Холщайн-Шаумбург-Гемен[1](1492 – 1635)
- 1492 – 1512 Йохан IV фон Холщайн-Шауенбург-Пинеберг († 1527), дава господството Гемен на брат си
- 1512 – 1531 Йобст I фон Холщайн-Шауенбург-Пинеберг († 1531)
- 1531 – 1544 Адолф XIII фон Шаумбург-Холщайн-Пинеберг († 1556), от 1547 архиепископ на Кьолн
- 1544 – 1557 Ото IV фон Шаумбург-Холщайн-Пинеберг († 1576), дава господството Гемен на брат си
- 1545 – 1581 Йобст II, от 1557 г. сам господар на Гемен
- 1581 – 1597 Хайнрих V фон Холщайн-Шаумбург-Гемен
- 1597 – 1614 Мехтхилд фон Лимбург-Щирум († 16229, регентка и вдовица на Хайнрих V
- 1614 – 1635 Йобст Херман, от 1622 също граф фон Шаумбург-Холщайн-Пинеберг. Неговият братовчед Ото V фон Холщайн-Шаумбург-Гемен († 1640) е единствен наследник. След наследствен конфликт наследник става Агнес фон Лимбург-Щирум, която дава господството на Херман Ото I фон Лимбург-Щирум (1592 – 1644)

### Дом Лимбург-Щирум-Гемен(1640 – 1798)
- 1640 – 1644 Херман Ото I
- 1644 – 1657 Адолф Ернст
- 1657 – 1704 Херман Ото II
- 1704 – 1754 Ото Леополд Ернст
- 1754 – 1771 Фридрих Карл
- 1771 – 1797 Август Филип Карл, от 1770 епископ на Шпайер
- 1797 – 1798 Фердинанд фон Лимбург-Щирум-Илерайххайм († 1800)

### Дом Бьомелберг (1798 – 1806)
- фрайхер Алойс Себастиан фон Бьомелберг цу Еролцхайм